# Дом Чичерина
Дом генерал-полицмейстера Санкт-Петербурга H. И. Чиче́рина — исторически-архитектурный памятник на углу Невского проспекта (дом 15) и реки Мойки (дом 59), у Зелёного моста.

## История
На участке дома уже в 1716 году по проекту Н. Ф. Гербеля был построен деревянный Мытный двор, рядом с ним в 1719 году построен каменный гостиный двор. Достройку Гостиного двора осуществлял Г. И. Маттарнови. Эти здания сгорели в большом пожаре 1736 года, после этого долгое время участок оставался незастроенным.
В 1755 году по проекту Бартоломео Растрелли был построен обширный временный  деревянный Зимний дворец императрицы Елизаветы Петровны. Дворец простирался до Малой Морской улицы. После окончания строительства каменного Зимнего дворца эта постройка была разобрана; Большая Морская улица была вновь продолжена до Невского проспекта.
В 1768 г. участок перешёл в собственность генерал-полицмейстера Н. И. Чичерина. В это время был построен существующий дом. Автор проекта неизвестен. Исследователи приписывают здание разным архитекторам. Наиболее убедительно выглядит версия об авторстве Юрия Фельтена, бывшего помощником Б. Растрелли на строительстве Зимнего дворца. Действительно архитектурные членения дома Чичерина перекликаются с фасадами Зимнего. Стилистика фасадов дома — переход от барокко к раннему классицизму — также близка известным проектам Фельтена: Малому Эрмитажу (особенно южный павильон), Армянской церкви на Невском проспекте и другим.
В XIX веке дом перестраивался несколько раз. В 1810-х гг. по заказу нового владельца, князя А. Б. Куракина, Василием Стасовым был пристроен корпус по Большой Морской улице в сухих формах классицизма. В 1858 г. по заказу тогдашних владельцев купцов Елисеевых дом был капитально реконструирован архитектором Н. П. Гребёнкой.

## Архитектура

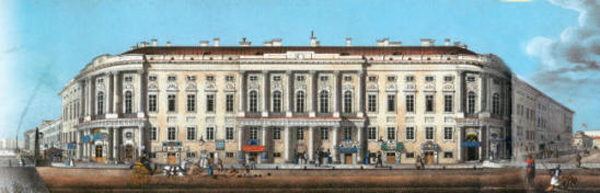
На панораме Садовникова, 1830

Здание являлось одним из первых образцов раннего классицизма. Архитектурная особенность дома — двухъярусная колоннада, подражающая колоннадам на фасадах Зимнего дворца, нижний ярус — тосканского ордера, верхний — композитного. В конце XIX в. построено много дворовых флигелей.
Первоначальная отделка внутренних помещений в стиле раннего классицизма не сохранилась. Лишь в круглом зале третьего этажа остались две колонны и две пилястры коринфского ордера, выполненные из искусственного мрамора. В 1810-х гг. по проекту арх. В. П. Стасова к дому был пристроен каменный корпус, выходящий на Большую Морскую ул., — в стиле строгого классицизма.
В 1858 г. дом перешёл в собственность купцов Елисеевых. Хозяин дома С. П. Елисеев был крупным меценатом и коллекционером. Коллекция произведений французского скульптора Родена, экспонируемая в Эрмитаже, попала в музей из дома Елисеева. В том же 1858 году по проекту Н. П. Гребёнки была проведена переделка здания. Овальные окна на главном фасаде были заменены прямоугольными, колонны верхнего этажа заменены пилонами. В 1902 году проведён капитальный ремонт здания со стороны Мойки.

## Персоналии
В 1780—1783 годах в этом доме жил архитектор Джакомо Кваренги.
В этом доме часто бывал А. С. Пушкин, жили Грибоедов и Кюхельбекер, а на проходивших здесь литературных вечерах выступал Ф. М. Достоевский.
В романе «Евгений Онегин» А. С. Пушкин направляет Онегина в ресторан Talon, располагавшийся в этом доме, на встречу с Кавериным.
В 1830-х годах в здании располагается магазин, а также семейные апартаменты и (на 4 этаже) типография А. А. Плюшара, первого издателя «Ревизора», «Фауста» и незавершённой энциклопедии «Энциклопедический лексикон», собравшей значительный коллектив авторов.

## В советское время
В 1919—1923 годах дом Елисеевых стал по инициативе А. М. Горького Домом искусств. Здесь работали К. И. Чуковский, Н. С. Гумилёв, М. М. Зощенко, В. Рождественский, К. Петров-Водкин. Выступали А. М. Горький, А. А. Блок, Андрей Белый, А. А. Ахматова, Ф. Сологуб, В. В. Маяковский, Г. Уэллс. Здесь Александр Грин написал «Алые паруса». 3 августа 1921 года здесь был арестован Николай Гумилёв. Жизнь в Доме искусств отобразила писательница О. Форш в своём романе «Сумасшедший корабль».
В 1923 году в доме открылся кинотеатр «Светлая лента», с 1931 — «Баррикада». В 1920-е годы «немые» фильмы сопровождались «живой» музыкой. В «Светлой ленте» пианистом-тапёром работал студент Консерватории Дмитрий Шостакович. Проработал он здесь недолго — его вскоре уволили за то, что он своей игрой отвлекал зрителей от фильма. Кинотеатр «Баррикада» не прекращал работу в годы блокады

## Современность
В 1995—2003 годах для компании «Талион» проходила реконструкция корпуса со стороны Мойки. Здесь разместилась гостиница «Елисеев Палас Отель» (позднее переименованная в «Талион Империал Отель»), воссозданы интерьеры и отреставрирован фасад особняка Елисеевых.
14 декабря 2004 года постановлением правительства Санкт-Петербурга главный корпус дома Чичерина был передан компании «Талион» под реконструкцию с элементами реставрации. Здесь должны были открыться новые торговые площади, увеличится вместимость отеля.
В 2005—2010 годах проведена комплексная реконструкция здания.
Внутренние дворы здания были застроены и вместе с сохранённой и отреставрированной парадной лестницей включены в новый корпус.
Здание надстроено мансардным этажом с бассейном. Бассейн, вызывавший протесты градозащитников с момента начала строительства, со стороны фасада здания ограничен ленточным остеклением и высокой кровлей, что грубо нарушает пропорции фасада и в целом искажает облик памятника XVIII века.
Уличные фасады здания, интерьеры парадной анфилады второго этажа, большого зала, угловой лестницы и парадной лестницы были отреставрированы.
В ходе реконструкции демонтирован дворовый флигель XVIII века, произведено комплексное усиление конструкций здания, в том числе с разборкой наиболее ветхой части стен верхнего этажа. При этом, вероятно, разобранные части стен отстраивались из нового материала, без использования подлинных кирпичей, что не соответствует правилам научной реставрации.
Производимые работы по реконструкции оценивались рядом общественных организаций как вандализм; тем не менее проект был официально согласован с органами охраны памятников, а выполненные реставрационные работы — приняты ими. По мнению заместителя председателя петербургского отделения ВООПИиК Александра Кононова, «памятник утратил свой подлинный первоначальный вид» и превратился в откровенный новодел.
Дугообразный дворовый флигель, часто именовавшийся «Овальным», был снесен для создания на его месте новых коммерческих помещений, увеличенных по площади.
Внешний вид демонтированного флигеля можно видеть на рисунке М. В. Добужинского «Двор Дома искусств»; в настоящий момент левый и правый корпуса, видимые на рисунке, сохранились и надстроены с утратой части интерьеров, а дуговой флигель в центре утрачен полностью, на его месте находится новый корпус большей высоты.
Проект реконструкции был разработан архитектурным бюро И. Ерохова и М. Соснило (ЗАО «Альменда»), реставрационная часть выполнена НИИ ГП «Спецпроектреставрация», новые интерьеры созданы по проекту Архитектурной студии А. Свистунова и В. Сергеева.